# العنف الجنسي خلال ثورة التحرير الجزائرية
مارس الجيش الفرنسي العنف الجنسي خلال ثورة التحرير الجزائرية ضد أعضاء جبهة وجيش التحرير الوطنيين والمدنيين الجزائريين. ضحايا العنف الجنسي كانوا من الرجال، النساء، وحتى الأطفال. على خلاف موضوع التعذيب خلال ثورة التحرير، الذي تمت دراسته وتوثيقه بشكل مكثف من قبل المؤرخين، ظل موضوع العنف الجنسي مسكوت عنه. حتى أنه لم يتم التطرق للموضوع من قبل المؤرخين والصحفيين لغاية أوائل القرن الواحد والعشرين. البحث في هذا الموضوع يلاقي صعوبات بسبب قلة الأرشيف المتعلق بالعنف الجنسي، وكذلك لغياب الشهادات سواء من ضحايا العنف الجنسي الجزائريين أو المجرمين الفرنسيين.

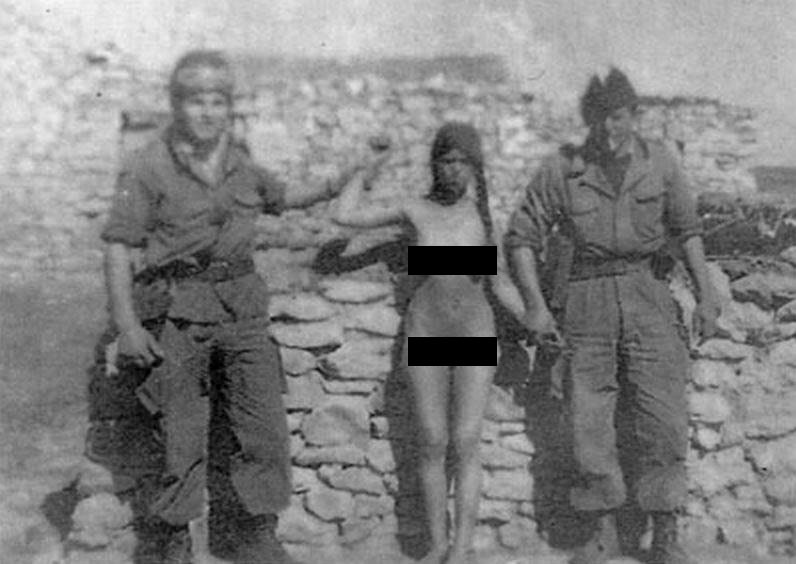
امرأة جزائرية تتعرض للعنف الجنسي من قبل جنود فرنسيين. كان من الشائع للجنود الفرنسيين التقاط صور للضحايا وهذا لإهانتهم أكثر.

## خلفية تاريخية
عقب إندلاع ثورة التحرير الجزائرية في عام 1954، لعبت النساء الجزائريات دورا هاما في العمليات ضد الجيش الفرنسي، وازدادت أهمية دورها مع مرور الوقت. نتجية لذلك، أمرت السطات الفرنسية الجنود الفرنسيين لمراقبة النساء الجزائريات عن قرب، واللاتي أصبحن عرضة للاعتقالات والاستجوابات تحت شبهة مساعدة ثوار جبهة التحرير. بحلول عام 1959، أصبح العنف ضد النساء الجزائريات ممارس بشكل عام، بما في ذلك السجن، التعذيب، والاعدامات العشوائية بدون محاكمة. شمل العنف ضد المرأة الجزائرية العنف الجنسي، حيث كان الجنود الفرنسيون يقومون بمعاينة الأعضاء التناسلية للنساء للتأكد من هويتهن كإناث، واستهداف الأعضاء التناسلية خلال التعذيب. مورس هذا العنف الجنسي كذلك عن طريق الاغتصاب، الذي كان آنذاك ممنوعا في نظام الجيش الفرنسي، لكن الجنود الفرنسيين الذين مارسوا جرائم الاغتصاب لم يتعرضوا إلا نادرا جدا لعقوبات من قبل السلطات الفرنسية.

## أنواع العنف الجنسي
شهدت ثورة التحرير الجزائرية نوعين رئيسيين لجرائم الاغتصاب، ويشترك كلا النوعين في كونهما جرائم اغتصاب جماعية، أين تتعرض الضحية للاغتصاب من قبل عدة جنود، وقد جرت علميات الاغتصاب دائما تحت تهديد السلاح.

### الاغتصاب خلال الاستجوابات
مارس الجيش الفرنسي الاغتصاب بشكل ممنهج ضد المعتقلين، سواء من الرجال أو النساء. تشير بعض التقارير التاريخية أن الاغتصاب كان يستعمل فور اعتقال النساء وحتى قبل البدء بالاستجواب. استعمل الاغتصاب كذلك كنوع من التعذيب، وهذا لجعل النساء يعانين أكثر إضافة للتعذيب الجسدي. هذا النوع من الاغتصاب كان شائعا في مراكز الاعتقال والتعذيب والسجون، خاصة في المدن الكبرى مثل الجزائر العاصمة.

### الاغتصاب خلال عمليات التفتيش
حدث هذا النوع من الاغتصاب خلال عمليات التفتيش والتمشيط العسكرية للقرى والمداشر الجزائرية، وكان شائعا في المناطق الجبلية والريفية، مثل منطقة القبائل. وينقسم هذا النوع من الاغتصاب بدوره إلى نوعين: الاغتصاب المخطط والاغتصاب الانتهازي.
الاغتصاب المخطط استخدم من قبل جماعات من الجنود الفرنسيين ممن كانوا يقومون بعلميات التفتيش التي كانت غايتها في الواقع اغتصاب النساء. جرت هذه العمليات ليلا وبشكل سري لأن الجنود كانوا يغادرون مواقعهم بدون إذن. خلال هذه العمليات، يقوم فوج من الجنود بإخراج الرجال من المنازل بالقوة تحت تهديد السلاح، فيما يقوم فوج آخر من الجنود باغتصاب النساء داخل المنازل. إضافة لذلك استخدم الجنود الفرنسيين العنف الجسدي بالضرب ضد كل من النساء ضحايا الاغتصاب وأفراد عائلتهن، بما في ذلك الأطفال والشيوخ. رغم الإدعاء الزاعم بأن هذه العمليات كانت سرية ولا علم للسلطات بها، تشير العديد من الدلائل التاريخية بأن سلطات الجيش الفرنسي كانت على دراية تامة بعمليات الاغتصاب، وحتى أنها شجعت الجنود على ممارسة هذه الجرائم. على سبيل المثال، في عام 1956 وخلال واحدة من هذه العمليات، حاول رجال القرية الانتفاض حين سمعوا صراخ النساء المغتصبات داخل المنازل. لإجبارهم على الهدوء، قام أحد الجنود الفرنسيين بإطلاق النار في الهواء لاخافتهم، لكنه أصاب جنديا فرنسيا آخر عن طريق الخطأ، وسبب له جروحا. أصبحت الحادثة معلومة لدى كل من السلطات العسكرية والقضائية الفرنسية، الذين كانوا على دراية أن الجنود كانوا يمارسون جرائم الاغتصاب خلال تلك العلمية. رغم ذلك، لم تتخذ السلطات الفرنسية إجراءات عقابية ضد أي من الجنود.
الاغتصاب الانتهازي حدث خلال عمليات التفتيش العسكرية الرسمية، وعلى خلاف النوع السابق، هذه العمليات كانت مبرمجة من قبل السلطات العسكرية بحد ذاتها. خلال هذه العمليات، كانوا الجنود الفرنسيون يقومون بتفتيش النساء الجزائريات، بما في ذلك أعضائهن التناسلية، بطريقة مهينة. كان الجنود الفرنسيون ينتهزون غياب الرجال الجزائيين، الذين انضموا للثورة وغادروا ليحاربوا، لاغتصاب النساء الجزائريات.

## الاغتصاب كسلاح حربي
على خلاف التعذيب، لا توجد أي وثيقة رسمية فرنسية توصي باستخدام الاغتصاب خلال ثورة التحرير الجزائرية. استخدم الجيش الفرنسي الاغتصاب لكسر الشعب الجزائري وجعله يعاني، خاصة السكان الموالين لجبهة التحرير. جرائم الاغتصاب تلك لم تكن مجرد عنف جنسي، بل سلاحا حربيا. النساء الجزائريات المغتصبات كن يمثلن العدو في أعين الجنود الفرنسيين. بممارسة الاغتصاب، كان الجنود الفرنسيين على دراية تامة أن ذلك سوف يزعزع النظام الاجتماعي للشعب الجزائري، الذي يولي أهمية كبيرة لعذرية وشرف المرأة، التي يجب حمايتها من قبل الرجال الجزائريين. الدافع لجرائم الاغتصاب لم يكن جنسيا، بل لإهانة وتحطيم معنويات الشعب الجزائري.

## نطاق جرائم العنف الجنسي
يتفق المؤرخون على أنه ليس كل الجنود الفرنسيين مارسوا جرائم العنف الجنسي، وأن نطاق الاغتصاب خلال ثورة التحرير الجزائرية لا يماثل شدة الاغتصاب خلال بعض النزاعات الأخرى، مثل حرب البوسنة. لكن كان هناك فترات محددة أين تم استخدام الاغتصاب بشكل مكثف، مثل صيف عام 1959 في منطقة القبائل. خلال هذه الفترة، كان الاغتصاب جزءا من استخدام مكثف للعنف ضد السكان المحليين، وهذا للانتقام من عملية عسكرية لجبهة التحرير أن كان عدد الخسائر الفرنسية مرتفعا.

## رد السلطات الفرنسية
خلال ثورة التحرير الجزائرية، كان الاغتصاب رسميا ممنوعا ويعاقب عليه في الجيش الفرنسي. رغم ذلك، فإن أغلب مجرمي الاغتصاب الفرنسيين لم تتم معاقبتهم، وهذا لسببين رئيسيين. الأول هو سكوت الضحايا، اللواتي نادرا ما قدموا شكاوى للسلطات القضائية. الثاني هو أنه حتى في الحالات النادرة التي قامت فيها الضحايا بتقديم شكاوي، تم رفض القضايا. كان هناك حالات نادرة جدا لإجراءات عقابية طفيفة ضد الجنود الفرنسيين المغتصبين. وبهذا التصرف، شاركت كل من السلطات العسكرية والقضائية الفرنسية بجعل جرائم الاغتصاب ضد النساء الجزائريات مسموحة، وحتى على التشجيع عليها.

## الدلائل
يحتوي أرشيف وزارة العدل الفرنسية على بعض التقارير لجرائم الاغتصاب خلال ثورة التحرير، والتي تم التبليغ عنها للسلطات. لكن أغلب هذه الحالات تم التحقيق فيها من قبل السلطات العسكرية، والتي يضل أغلب أرشيفها غير مفتوح. إضافة لمواد الأرشيف، استند المؤرخين على شهادات، رسائل، ومذكرات الجنود الفرنسيين الذين حاربوا خلال ثورة التحرير الجزائرية.

## أمثلة عن حالات الاغتصاب
- المجاهدة خيرة قرن: تعرضت لاغتصابات جماعية متكررة من قبل جنود فرنسيين في محتشد ثنية الحد، وكانت تبلغ من العمر أربعة عشرة عاما فقط.[10][11] عندما أصبحت حاملا، حاول الجنود الفرنسيون إجبارها على الإجهاض بتعنيفها جسديا وضربها على بطنها.[10] رغم ذلك، تمكنت من إنجاب ابن، محمد قرن في عام 1960. أخذت راهبات فرنسيات محمد قرن وقاموا بإبعاده عن أمه. تم تبني محمد قرن لاحقا من قبل عائلة فرنسية. في عام 2001، قامت محكمة الاستئناف بباريس، فرنسا بالاعتراف بمحمد قرن كضحية للدولة الفرنسية.[11] بذلك، أصبح محمد قرن أو شخص يتم الاعتراف به كضحية جراء جرائم الجيش الفرنسي خلال ثورة التحرير الجزائرية، والتي عادة ما تم الاعفاء عنها حسب نص اتفاقيات إيفيان.[11]
- المجاهدة لويزة إغيل أحريز: تم إيقافها في عام 1957 وتعرضت للاغتصاب لشهور من قبل ضباط فرنسيين.[12] هي واحدة من المجاهدات القلائل جدا اللواتي تحدثن عن جرائم الاغتصاب خلال ثورة التحرير الجزائرية.

## وصلات خارجية
- تقرير لقناة فرانس 24 حول العنف الجنسي خلال ثورة التحرير الجزائرية (بالإنجليزية).
- شريط وثائقي لقناة فرانس 24 حول تعرض المجاهدة لويزة إغيل أحريز للاغتصاب من قبل ضباط فرنسيين.
- اغتصاب الجزائريات... جرائم يُراد لها أن تموت (مقال صحفي في جريدة القدس العربي).
- حصة تلفزية للتلفزيون الجزائري حول الاغتصاب خلال ثورة التحرير.